# Simón Wohnsiedler
Simón Wohnsiedler Morán (1843-1925) fue un compositor venezolano de música popular.

## Biografía
Su padre, Jacobo Wohnsiedler, llegó desde Alemania a Barquisimeto en 1839 y se casa con Clemencia Morán con quien tiene 7 hijos: Simón, Juan Pablo (1846-1897), Juan Manuel, Rosa, Ramón, Jacobo y Francisco.
Simón Wohnsiedler estudia piano, flauta y clarinete con José Eligio Torrealba en Barquisimeto. 
Se gradúa de médico en la Universidad de Caracas 1886, por lo que era llamado El Médico Armónico.  Regresa a Barquisimeto y se dedica a la docencia de inglés, francés, alemán y música en el Colegio Primera Categoría de Barquisimeto y en el Colegio San Agustín, fundado en 1878 por su hermano el presbítero Juan Pablo, respetado eclesiástico en el estado y también músico.
Sólo algunas de sus obras se conocen hoy, como son los valses Geranio, Arreboles, Gardenias, Hojas de trébol, Excelsior, Noche campestre, Hiotropo, Muchachito, Amaranto, Ensueño y No me olvides, así como las marchas religiosas Adiós, San Agustín y el Himno a la Divina Pastora, escrito el año 1906 con motivo de la cincuentenaria visita de la Divina Pastora a Barquisimeto. Una parte importante de estas obras quedaron en poder de Juancho Lucena, quien las tenía entre el repertorio de su Orquesta Mavare.
Uno de sus valses, Muchachito, lo escribe precisamente motivado por las maniobras que tenía que hacer Juancho Lucena siendo niño para poder tocar el contrabajo.  El estreno tiene lugar cuando un grupo de músicos, dirigidos por Antonio Carrillo, lo tocan en una serenata al Orfeón Lamas, durante la visita de esta agrupación coral a la ciudad de Barquisimeto el año 1938. 
En una presentación, dos días después en el teatro Juares, el Orfeón lo canta en versión a cuatro voces de Vicente Emilio Sojo. El éxito del mismo hace que se despierte el interés por este compositor olvidado.

1El Muchachito